# 黄田水库
黄田水库是中国广东省梅州市平远县境内的一座水库，位于石窟河支流柚树河上，建于1971年。水库正常库容为4730万立方米，平均水深为15.08米，集雨面积为140平方千米，海拔为256米。